# Petri Vehanen
Petri Vehanen, född 9 oktober 1977 i Raumo, är en finländsk ishockeymålvakt som spelar i KHL-laget AK Bars Kazan.
- 1994–1998 Finland Rauman Lukko
- 1998–1999 Norge Viking Stavanger
- 1999–2000 Finland Rauman Lukko
- 2000–2001 Italien Bruneck SG
- 2001–2005 Finland Rauman Lukko
- 2005–2006 Sverige Mora IK
- 2006–2007 Ryssland Nizhnekamsk Neftekhimik [1]
- 2007–2009 Finland Rauman Lukko (-20.11.2009)
- 2009- Ryssland Ak Bars Kazan (20.11.2009-)